# Station Wojsław
Station Wojsław is een spoorwegstation in de Poolse plaats Mielec.